# Pātan (ort i Indien, Maharashtra)
Pātan är en ort i Indien.   Den ligger i distriktet Satara Division och delstaten Maharashtra, i den sydvästra delen av landet, 1 300 km söder om huvudstaden New Delhi. Pātan ligger 589 meter över havet och antalet invånare är 12 155.
Terrängen runt Pātan är kuperad åt nordväst, men åt sydost är den platt. Pātan ligger nere i en dal. Runt Pātan är det ganska tätbefolkat, med 199 invånare per kvadratkilometer. Närmaste större samhälle är Koynanagar, 14,5 km väster om Pātan. Trakten runt Pātan består till största delen av jordbruksmark.